# Ацетат меди(II)

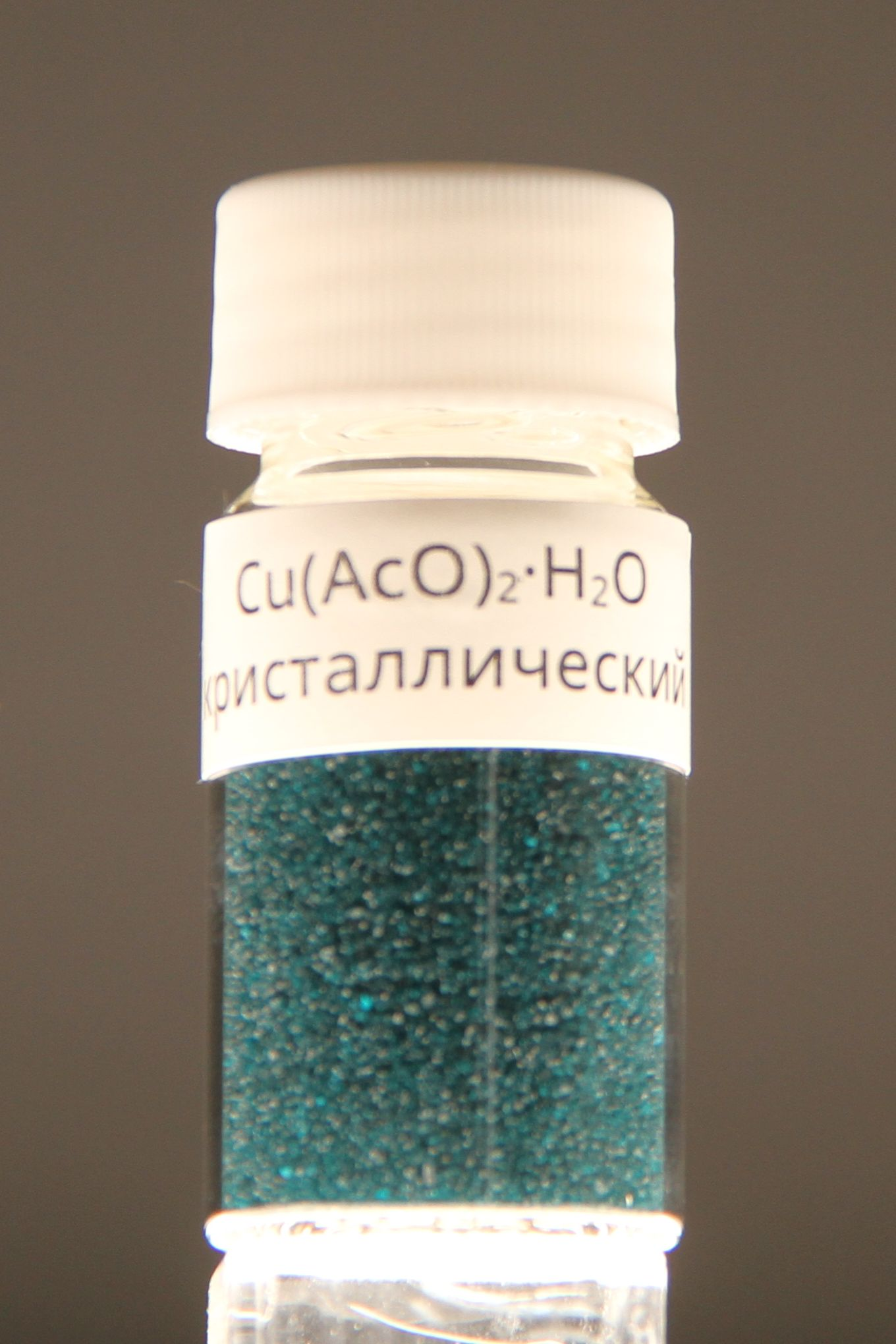
Моногидрат ацетата меди(II) в кристаллическом виде

Ацета́т ме́ди(II) (уксусноки́слая ме́дь) — органическая медная соль уксусной кислоты с формулой Cu(CH3COO)2. При стандартных условиях ацетат меди(II) представляет собой тёмно-сине-зелёные кристаллы, растворимые в воде.

## Физические свойства
Ацетат меди(II) представляет собой тёмно-сине-зелёные кристаллы моноклинной сингонии.
Растворим в воде (7,1 г / 100 г воды), спиртах, диэтиловом эфире.
Ацетат меди не горит, но окрашивает пламя в нежно-салатовый цвет.

## Химические свойства

### Диссоциация
Как и все растворимые соли, ацетат меди диссоциирует в водных растворах:
{\displaystyle {\mathsf {(CH_{3}COO)_{2}Cu\rightarrow 2CH_{3}COO^{-}+Cu^{2+}}}}

### Реакции обмена
Взаимодействие с сильными основаниями приводит к образованию студенистого голубого осадка гидроксида меди(II) и соответствующей соли-ацетата:
{\displaystyle {\mathsf {(CH_{3}COO)_{2}Cu+2NaOH\rightarrow Cu(OH)_{2}\downarrow +2CH_{3}COONa}}}
{\displaystyle {\mathsf {Cu^{2+}+2OH^{-}\rightarrow Cu(OH)_{2}\downarrow }}}

### Реакции замещения
Взаимодействие с металлами, стоящими левее меди в электрохимическом ряду активности металлов:
{\displaystyle {\mathsf {(CH_{3}COO)_{2}Cu+Zn\rightarrow (CH_{3}COO)_{2}Zn+Cu\downarrow }}}

## Получение
- Взаимодействие гидроксида меди(II) и уксусной кислоты:

{\displaystyle {\mathsf {Cu(OH)_{2}+2CH_{3}COOH\longrightarrow (CH_{3}COO)_{2}Cu+2H_{2}O}}}
- Взаимодействие карбоната меди(II) и уксусной кислоты:

{\displaystyle {\mathsf {CuCO_{3}+2CH_{3}COOH\longrightarrow (CH_{3}COO)_{2}Cu+H_{2}O+CO_{2}\uparrow }}}
- Взаимодействие сульфата меди(II) и гидрокарбонатом натрия приводит к образованию осадка, и затем, после промывания осадка основного карбоната меди от сульфата натрия, добавляют уксусную кислоту:

{\displaystyle {\mathsf {2CuSO_{4}+4NaHCO_{3}\longrightarrow (CuOH)_{2}CO_{3}\downarrow +2Na_{2}SO_{4}+3CO_{2}\uparrow +H_{2}O}}}
{\displaystyle {\mathsf {(CuOH)_{2}CO_{3}+4CH_{3}COOH\longrightarrow 2(CH_{3}COO)_{2}Cu+CO_{2}\uparrow +3H_{2}O}}}
- Растворение опилок металлической меди в уксусной эссенции при доступе кислорода воздуха. Процесс происходит медленно и на дне ёмкости по мере реакции вырастают крупные ровные кристаллы[источник не указан 1160 дней]:

{\displaystyle {\mathsf {2Cu+O_{2}\longrightarrow 2CuO}}}
{\displaystyle {\mathsf {CuO+2CH_{3}COOH\longrightarrow (CH_{3}COO)_{2}Cu+H_{2}O}}}

## Применение
Моногидрат ацетата меди(II) Cu(CH3COO)2 · H2O (медянка) — фунгицид, пигмент для керамики, реагент для обнаружения углеводов и селективно — глюкозы, катализатор полимеризации (стирола и др.), стабилизатор искусственных волокон.

## См. также

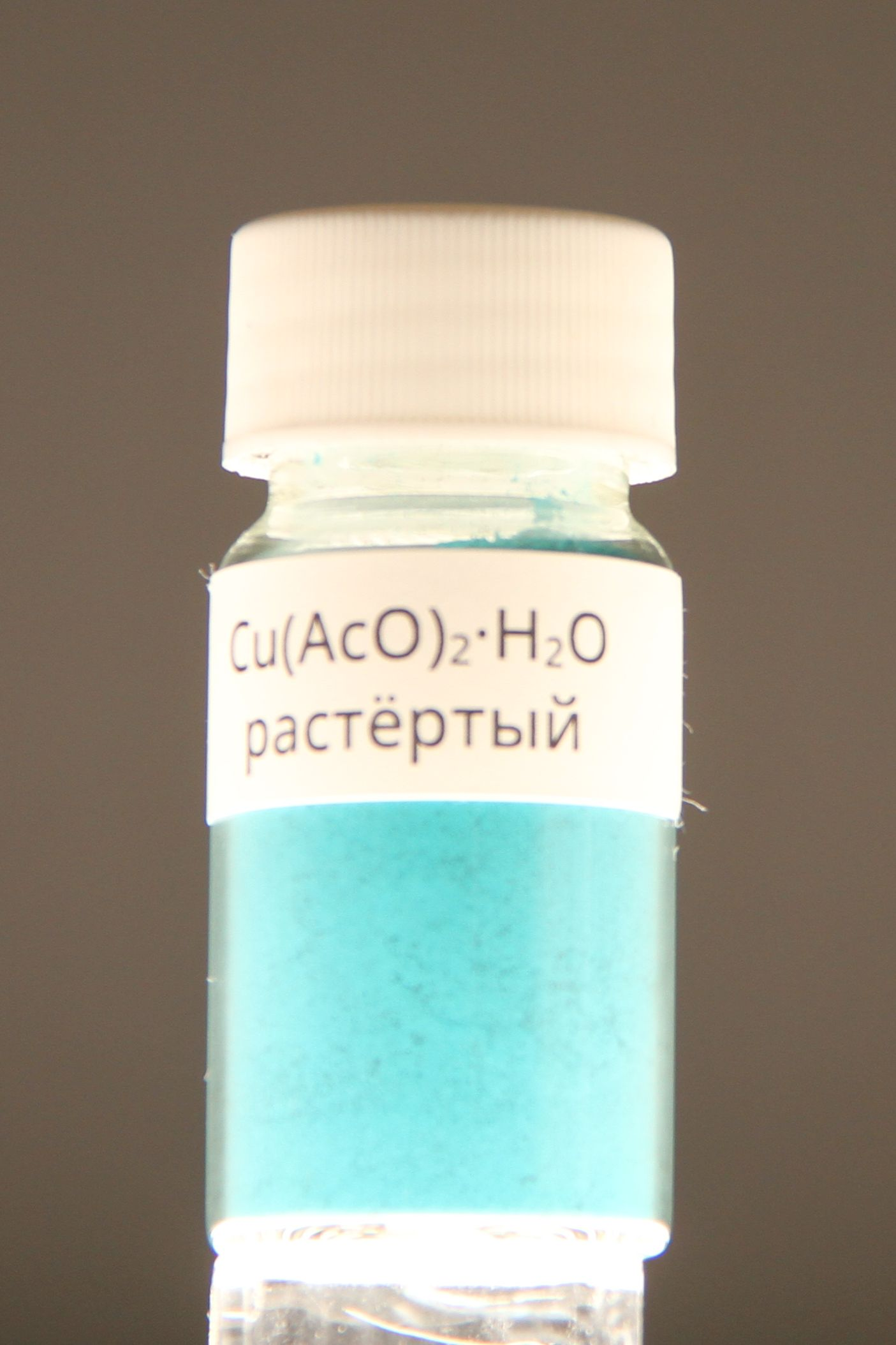
Моногидрат ацетата меди(II) в растёртом виде

## Фото

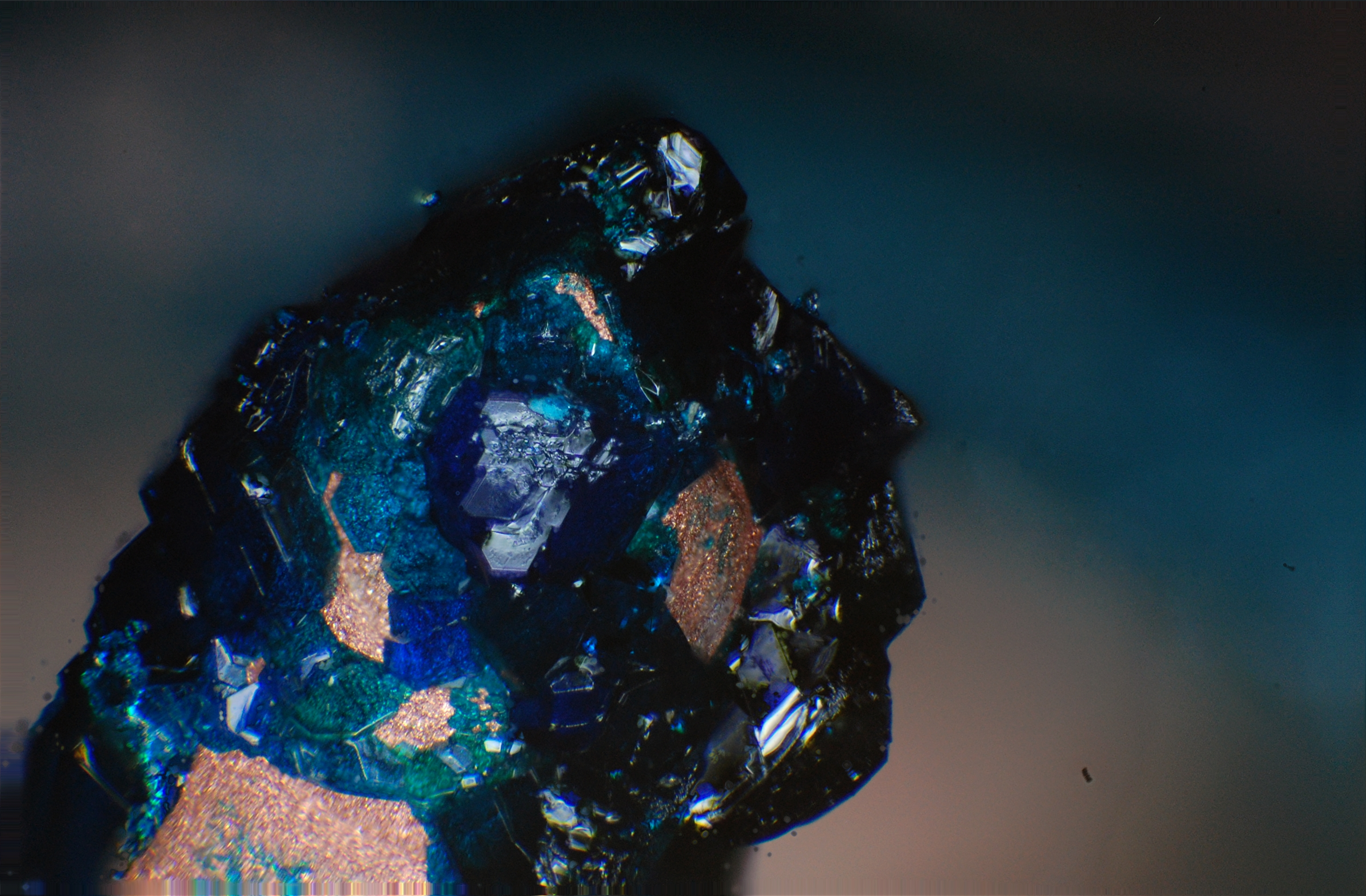
Кристаллы ацетата меди(II) на медной проволоке
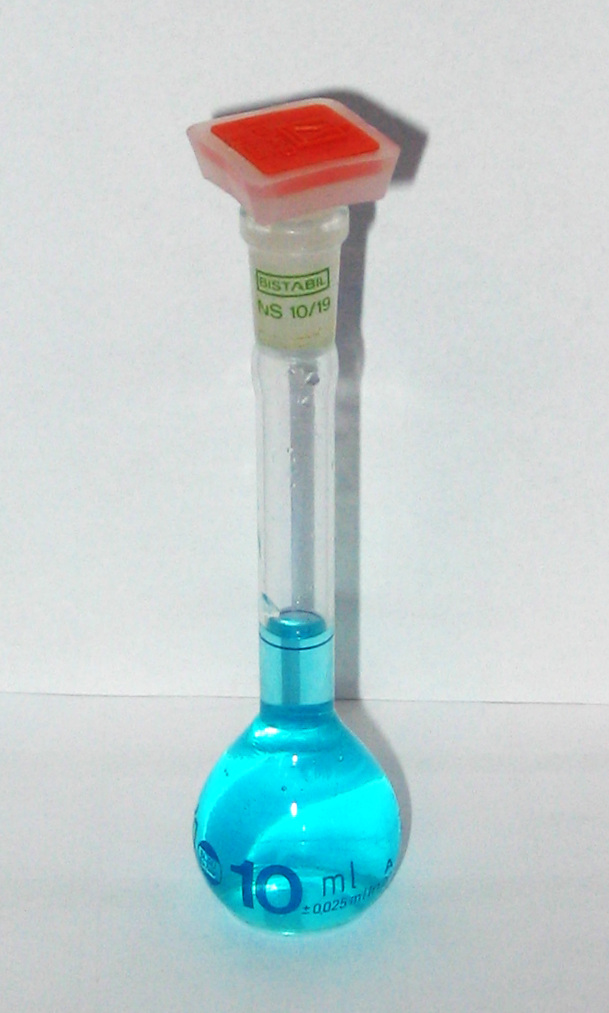
Водный раствор aцетатa меди(II)
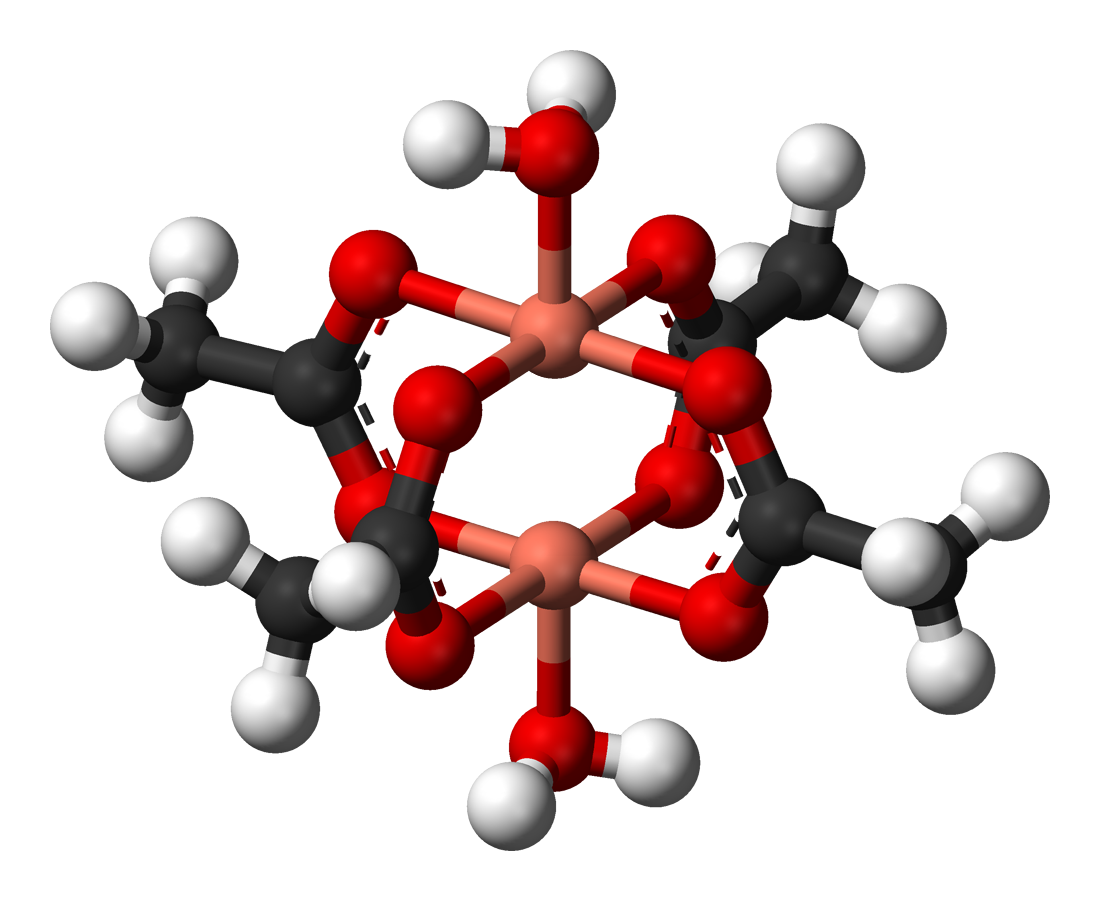
Молекулярная структура дигидрата тетраацетата димеди(II)
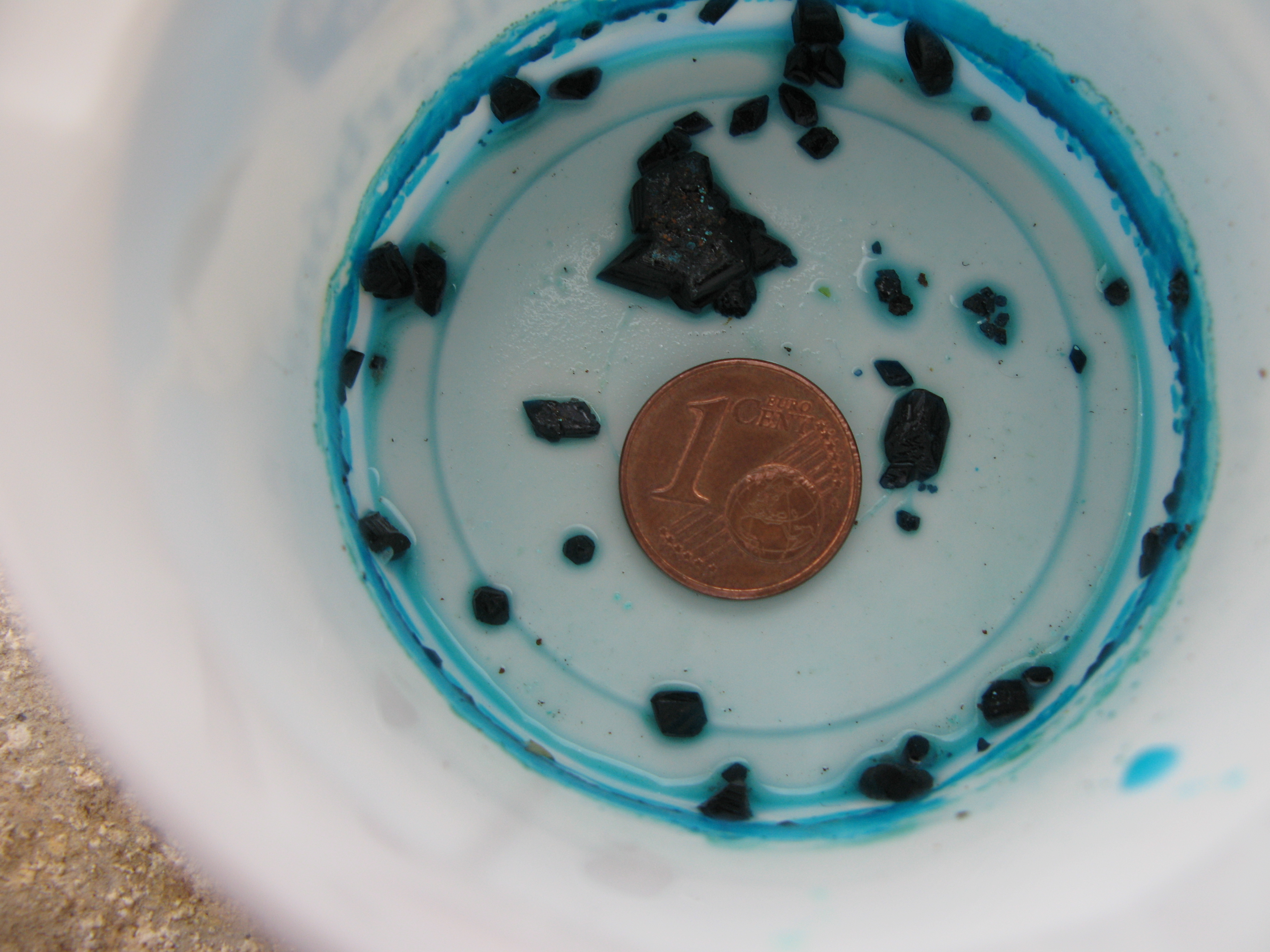
Кристаллы ацетата меди(II)
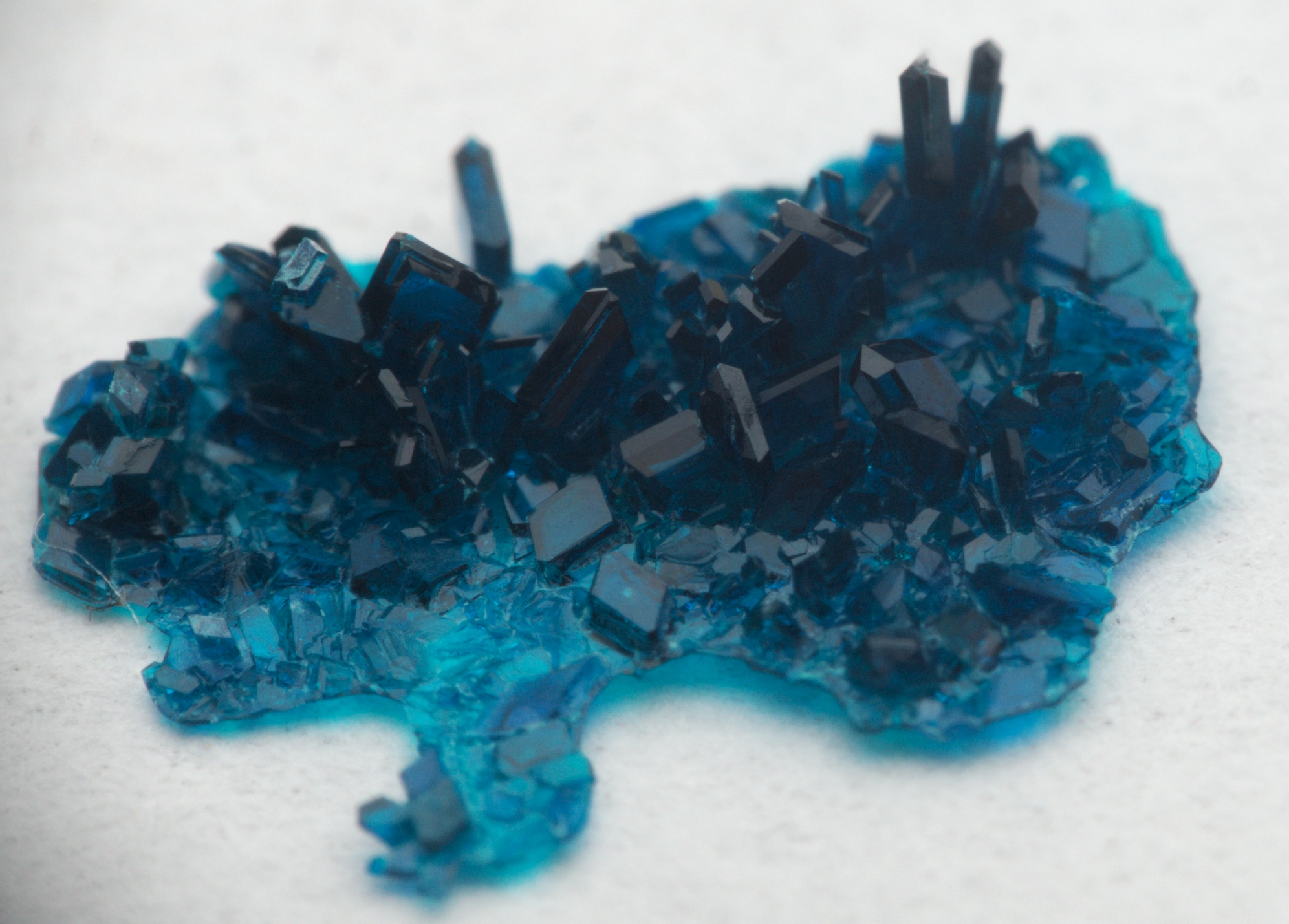
Кристаллы ацетата меди(II)
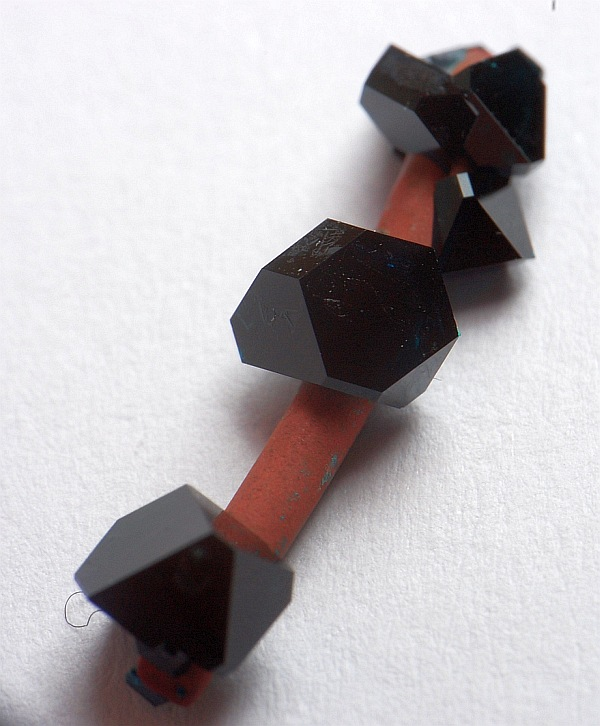
Кристаллы ацетата меди на медной проволоке